# Sinister Wisdom
Sinister Wisdom es una revista literaria, teórica y artística lésbica estadounidense que se publica trimestralmente en Berkeley, California. Fundada en 1976 por Catherine Nicholson y Harriet Ellenberger (Desmoines) en Charlotte, Carolina del Norte, es la revista lésbica de mayor trayectoria, con 128 números publicados hasta 2023. Cada número cubre temas relacionados con la experiencia lésbica, incluyendo escritura creativa, poesía, crítica literaria y teoría feminista. Publica tanto escritoras noveles como acreditadas y ha presentado las obras de escritoras como Audre Lorde y Adrienne Rich. La revista, pionera en su género, ha trabajado con empresas editoriales dirigidas por mujeres, como Whole Women Press y Iowa City Women's Press.

## Historia
Catherine Nicholson y Harriet Ellenberger (Desmoines), dos lesbianas de Charlotte, Carolina del Norte, asistieron a un taller de escritura lésbica en Knoxville, Tennessee, en 1976 pensando ya en crear una revista literaria lésbica. Las predecesoras en el ámbito literario lésbico, como The Ladder y Amazon Quarterly, inspiraron a Nicholson y Ellenberger (Desmoines) a crear su propia revista para lesbianas sureñas. Tras asistir al taller, Nicholson y Ellenberger (Desmoines) presentaron un folleto en el que pedían que cualquier escrito lésbico formara parte de una nueva revista. Ellenberger, en particular, pedía «revolución, inversión y transformación» y quería un lugar que estuviera fuera del ámbito patriarcal para que las lesbianas pudieran comunicarse y expresarse. La revista debe su nombre a la novela The Female Man de la novelista y posteriormente colaboradora de Sinister Wisdom, Joanna Russ. "Siniestro"  en este contexto significa “del lado izquierdo”, que contrasta directamente con la “derecha”: los valores patriarcales y “racionales” que dominan la sociedad y pretenden oprimir a la izquierda.
Ellenberger (Desmoines) creía que las lesbianas que escribían y publicaban para lesbianas fuera del ámbito tradicional y patriarcal conseguían conectar mejor con su público. Además del contenido separatista, la revista utilizaba el talento, el tiempo y el dinero solo de mujeres en un enfoque de base. Esto iba en contra del negocio editorial, mayoritariamente controlado por hombres.
En julio de 1976, se lanzó el primer número de Sinister Wisdom y fue bien recibido. La revista prometía tres números al año y la suscripción costaba 4,50 dólares. El primer número de la revista no tenía tema; los contenidos recibidos para el número se presentaron sobre la base del folleto original y eran, por lo tanto, diversos en cuanto a temática y estilo. En el segundo número se solicitaron colaboraciones relacionadas con el tema general de Lesbian Writing and Publishing y se publicó en otoño de 1976. La publicación del tercer número en la primavera de 1977 marcó el primer año de Sinister Wisdom.
En el número siete, se introdujeron algunos cambios: se elevó la suscripción para cubrir costos y el número de números publicados subió a cuatro. La sede editorial se trasladó a Lincoln, Nebraska. En Lincoln, el equipo de Sinister Wisdom trabajó con Iowa City Women's Press y Whole Women Press, dos editoriales dedicadas a publicar el trabajo de mujeres y lesbianas.
Agotadas por el esfuerzo de editar y producir la revista, en 1978 comenzaron a buscar mujeres para reemplazarlas. En una fiesta dedicada a la revista en Nueva York, hablaron con Adrienne Rich y Michelle Cliff.  Ambas eran muy conocidas en el mundo de la literatura lésbica y habían colaborado ya en Sinister Wisdom así que decidieron tomar el proyecto. El último número de Nicholson y Ellenberger (Desmoines) fue el número 16 en el invierno de 1981, publicado fuera de la nueva sede de la revista en Amherst, Massachusetts.
Prometieron mantener la calidad de las publicaciones de la revista. Como activista y escritora de color, Cliff señaló en sus primeras «Notas para una revista» que estaba interesada en incluir más artículos que trataran de las intersecciones entre raza y lesbianismo. El número 17 de la primavera de 1981 fue el inicio de una revista más interseccional, alejándose del separatismo y avanzando hacia la inclusión de otras formas de opresión.
En el verano de 1983, Rich y Cliff terminaron su último número en Sinister Wisdom y la revista pasó a manos de Michaele Uccella y Melanie Kaye/Kantrowitz.
En el número 33, la revista pasó a la escritora feminista Elana Dykewomon que prometió en el primer número como editora que trabajaría para conseguir que Sinister Wisdom fuera reconocida como una organización sin fines de lucro. Se convirtió en la editora de la revista. En la primavera de 1992, con el lanzamiento del número 46, la revista recibió la certificación 501(c)(3) del gobierno, que reconocía como una organización sin fines de lucro. 
En 1997,  se cedió la revista a Margo Mercedes-Rivera-Weiss, quien la editó hasta el año 2000. Fran Day, una escritora feminista y lesbiana, trabajó como editora desde 2000 hasta su muerte en 2010. Merry Gangemi fue la editora desde 2010 hasta 2013. continuó la labor Julie R. Enszer.
En 2014, la revista recibió el Michele Karlsberg Leadership Award del Publishing Triangle. 
Sinister Wisdom publica cuatro números al año. La revista presenta principalmente trabajos de autoras lesbianas, y está particularmente interesada en escritos, arte o fotografías que reflejen la diversidad de experiencias dela comunidad lésbica.

### Digitalización
Sinister Wisdom, de acuerdo con Reveal Media, ha digitalizado números de 1976 a 2001, disponibles en su página web.